# فهرست زمین‌لرزه‌های تایوان

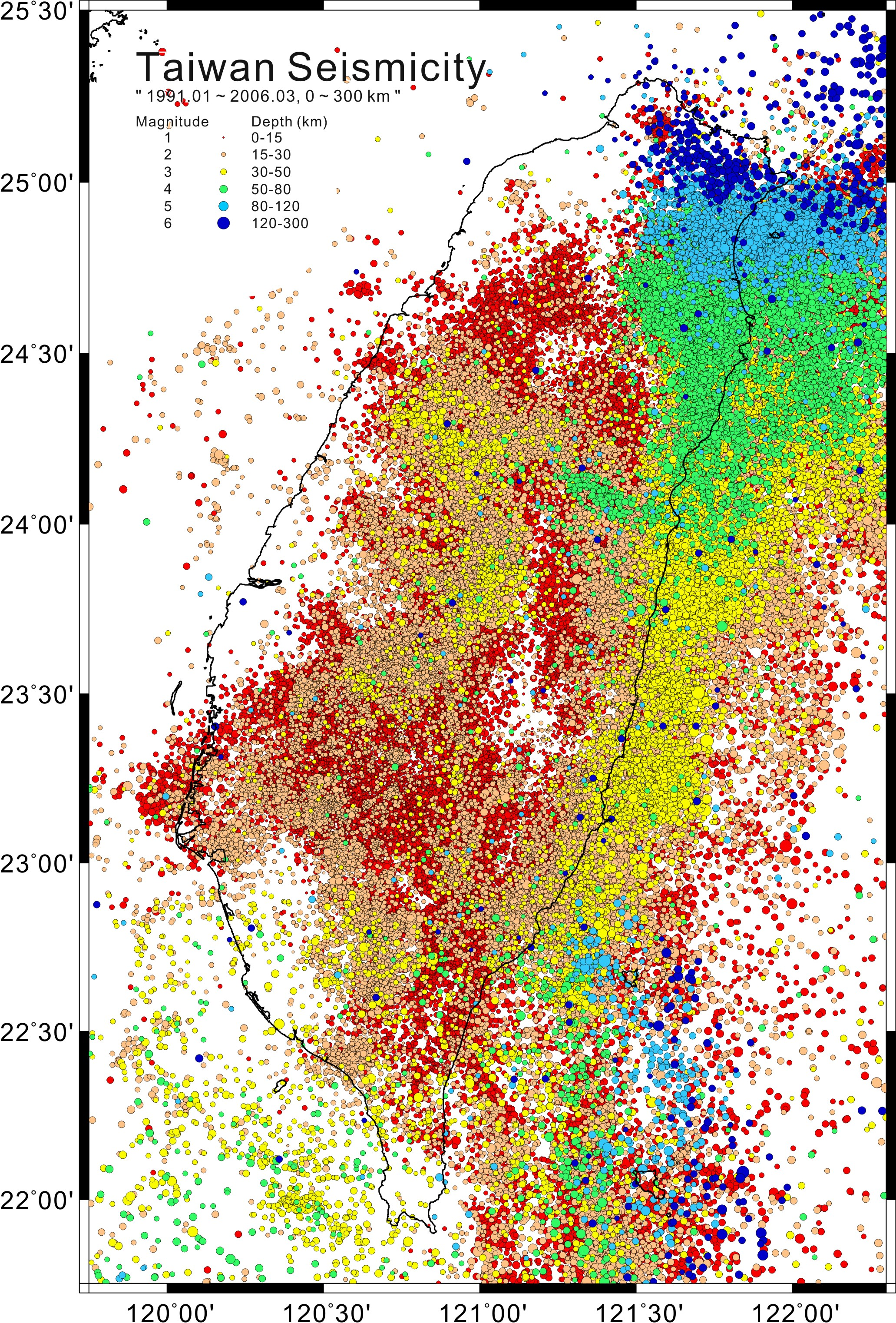
اطلاعات زمین لرزه در نقشه تایوان.

فهرست زمین‌لرزه‌های تایوان (انگلیسی: List of earthquakes in Taiwan) این لیست زمین لرزه‌ها در تایوان دارای زلزله‌های مهمی است که بر جزیره تایوان تأثیر گذاشته‌است. تایوان در منطقه زلزله‌خیز فعال، در حلقه آتش اقیانوس آرام، در لبه غربی صفحه دریای فیلیپین قرار دارد. زمین شناسان ۴۲ گسل فعال در این جزیره را شناسایی کرده‌اند، اما بیشتر زمین لرزه‌ها در تایوان به دلیل همگرایی صفحه دریای فیلیپین و صفحه اوراسیا در شرق جزیره شناسایی شده‌اند.

## زمین‌لرزه‌ها
در این جدول زمین‌لرزه‌های مهم از سال ۱۷۳۶ تاکنون آمده‌است. با شروع عصر تاریخی ژاپن در سال ۱۸۹۵ پیشرفتهای زیادی در تکنولوژی شناسایی زلزله وجود داشت، که باعث شد اطلاعات بسیاری جمع‌آوری شود.
| تاریخ      | مناطق                  | عرض جغرافیایی | طول جغرافیایی | عمق (km) | ب.     | MMI  | کشته‌ها      | زخمی‌ها       | تخریب ساختمانها/ ملاحظات    |             |
| ---------- | ---------------------- | ------------- | ------------- | -------- | ------ | ---- | ----------- | ------------ | --------------------------- | ----------- |
| ۲۰۱۸-۰۲-۰۶ | هوالاین                | ۲۴            | ۱۲۱٫۷۵        | ۱۰٫۶     | ۶٫۴ Mw | VIII | ۱۷          | ۲۷۷          | ساختمانهای زیادی تخریب شدند | [ ۳ ]       |
| ۲۰۱۷-۰۲-۱۰ | تاینان، تایپه          | ۲۲٫۸۳         | ۱۲۰٫۲۲        | ۱۵٫۸     | ۵٫۳Mw  | VII  |             | ۴            | قطعی برق                    | [ ۴ ]       |
| ۲۰۱۶-۰۲-۰۶ | تاینان، کاوهسیانگ      | ۲۲٫۹۴         | ۱۲۰٫۵۹        | ۲۳       | ۶٫۴Mw  | VII  | ۱۱۷         | ۵۵۰          | ۹                           | [ ۵ ] [ ۶ ] |
| ۲۰۱۵-۰۴-۲۰ | هوالاین، تایپه         | ۲۴٫۰۵         | ۱۲۲٫۳۷        | ۵        | ۶٫۳    |      | ۱           |              |                             |             |
| ۲۰۱۳-۱۰-۳۱ | هوالاین                | ۲۳٫۶۲         | ۱۲۱٫۴۳        | ۱۹٫۵     | ۶٫۳    |      | ۰           |              |                             |             |
| ۲۰۱۳-۰۶-۰۲ | ایسلند-واید            | ۲۳٫۸۷         | ۱۲۱٫۰         | ۱۰٫۰     | ۶٫۲ Mw |      | ۵           | ۱۸           |                             |             |
| ۲۰۱۳-۰۳-۲۷ | ایسلند-واید            | ۲۳٫۹          | ۱۲۱٫۰۷        | ۱۹٫۴     | ۵٫۰ Mw | V    | ۱           | ۹۷           |                             |             |
| ۲۰۱۲-۰۲-۲۶ | پینگتانگ               | ۲۲٫۷۵         | ۱۲۰٫۷۵        | ۲۶٫۳     | ۶٫۴    |      | ۰           |              |                             |             |
| ۲۰۱۰-۰۳-۰۴ | کاوهسیانگ              | ۲۲٫۹۲         | ۱۲۰٫۷۳        | ۵        | ۶٫۳ Mw | VI   |             | ۹۶           |                             |             |
| ۲۰۰۹-۱۲-۱۹ | هوالاین                | ۲۳٫۷۶         | ۱۲۱٫۶۹        | ۴۳       | ۶٫۴ Mw | VI   |             | ۶            |                             |             |
| ۲۰۰۶-۱۲-۲۶ | پینگتانگ               | ۲۱٫۶۹         | ۱۲۰٫۵۶        | ۴۴٫۱     | ۷٫۰    |      | ۲           |              | 3                           |             |
| ۲۰۰۶-۱۲-۲۶ | پینگتانگ               | ۲۱٫۹۷         | ۱۲۰٫۴۲        | ۵۰٫۲     | ۷٫۰    |      | ۲           |              | 3                           |             |
| ۲۰۰۴-۰۵-۰۱ | هوالاین                | ۲۴٫۱          | ۱۲۱٫۹۵        | ۱۷٫۸     | ۵٫۸    |      | ۲           |              |                             |             |
| ۲۰۰۲-۰۵-۱۵ | یایلان، هوالاین        | ۲۴٫۶          | ۱۲۱٫۹         | ۵        | ۶٫۲    |      | ۱           |              |                             |             |
| ۲۰۰۲-۰۳-۳۱ | هوالاین، نانتو         | ۲۴٫۲          | ۱۲۲٫۱         | ۹٫۶      | ۶٫۸    |      | ۵           |              | ۶                           |             |
| ۲۰۰۰-۰۶-۱۱ | نانتو                  | ۲۳٫۹          | ۱۲۱٫۱         | ۱۰٫۲     | ۶٫۷    |      | ۲           |              |                             |             |
| ۲۰۰۰-۰۵-۱۷ | نانتو                  | ۲۴٫۲          | ۱۲۱٫۱         | ۳        | ۵٫۳    |      | ۳           |              |                             |             |
| ۱۹۹۹-۰۹-۲۱ | ایسلند-واید            | ۲۳٫۹          | ۱۲۰٫۸         | ۸        | ۷٫۳    |      | ۲٬۴۱۵       |              | ۵۱٬۷۱۱                      |             |
| ۱۹۹۸-۰۷-۱۷ | نانتو                  | ۲۳٫۵          | ۱۲۰٫۷         | ۳        | ۶٫۲    |      | ۵           |              |                             |             |
| ۱۹۹۵-۰۶-۲۵ | یایلان، هوالاین        | ۲۴٫۶          | ۱۲۱٫۷         | ۴۰       | ۶٫۵    |      | ۱           |              | ۶                           |             |
| ۱۹۹۵-۰۲-۲۳ | هوالاین                | ۲۴٫۲          | ۱۲۱٫۷         | ۲۱٫۷     | ۵٫۸    |      | ۲           |              |                             |             |
| ۱۹۹۴-۰۹-۱۶ | تایوان استریت          | ۲۲٫۵          | ۱۱۸٫۷         | ۱۳       | ۶٫۸    |      | ۵           | ۱۲۱۴         | ۰                           |             |
| ۱۹۹۴-۰۶-۰۵ | یایلان، هوالاین        | ۲۴٫۴          | ۱۲۱٫۸         | ۵٫۳      | ۶٫۲    |      | ۱           |              | ۱                           |             |
| ۱۹۹۰-۱۲-۱۳ | هوالاین                | ۲۳٫۹          | ۱۲۱٫۵         | ۳        | ۶٫۵    |      | ۲           |              | ۳                           |             |
| ۱۹۸۶-۱۱-۱۵ | هوالاین                | ۲۴٫۰          | ۱۲۱٫۸         | ۱۵       | ۶٫۸    |      | ۱۵          |              | ۳۷                          |             |
| ۱۹۸۶-۰۵-۲۰ | هوالاین                | ۲۴٫۱          | ۱۲۱٫۶         | ۱۶       | ۶٫۲    |      | ۱           |              |                             |             |
| ۱۹۸۲-۰۱-۲۳ | یایلان، هوالاین        | ۲۴٫۰          | ۱۲۱٫۶         | ۳        | ۶٫۵    |      | ۱           |              |                             |             |
| ۱۹۷۸-۱۲-۱۳ | هوالاین                | ۲۳٫۳          | ۱۲۱٫۶         | ۴        | ۶٫۸    |      | ۲           |              |                             |             |
| ۱۹۷۲-۰۴-۲۴ | هوالاین                | ۲۳٫۵          | ۱۲۱٫۴         | ۱۵       | ۶٫۹    |      | ۵           |              | ۵۰                          |             |
| ۱۹۷۲-۰۱-۲۵ | تایتونگ                | ۲۲٫۵          | ۱۲۲٫۳         | ۳۳       | ۷٫۳    |      | ۱           |              | ۵                           |             |
| ۱۹۶۷-۱۰-۲۵ | یایلان                 | ۲۴٫۴          | ۱۲۲٫۱         | ۲۰       | ۶٫۱    |      | ۲           |              | ۲۱                          |             |
| ۱۹۶۶-۰۳-۱۳ | هوالاین                | ۲۴٫۲          | ۱۲۲٫۷         | ۴۲       | ۷٫۸    |      | ۴           |              | ۲۴                          |             |
| ۱۹۶۴-۰۱-۱۸ | چییای، تاینان          | ۲۳٫۲          | ۱۲۰٫۶         | ۱۸       | ۶٫۳    |      | ۱۰۶         |              | ۱۰٬۹۲۴                      |             |
| ۱۹۶۳-۰۳-۰۴ | یایلان                 | ۲۴٫۶          | ۱۲۱٫۱         | ۵        | ۶٫۴    |      | ۱           |              |                             |             |
| ۱۹۶۳-۰۲-۱۳ | یایلان                 | ۲۴٫۳۵         | ۱۲۲٫۰۶        | ۴۷       | ۷٫۳Mw  |      | ۳–۱۵        | ۳–۱۸         | ۶                           |             |
| ۱۹۵۹-۰۸-۱۵ | پینگتانگ               | ۲۱٫۷          | ۱۲۱٫۳         | ۲۰       | ۷٫۱    |      | ۱۶          |              | ۱٬۲۱۴                       |             |
| ۱۹۵۹-۰۴-۲۷ | تایوان شمال‌شرقی        | ۲۴٫۱          | ۱۲۳٫۰         | ۱۵۰      | ۷٫۷    |      | ۱           |              | ۹                           |             |
| ۱۹۵۷-۱۰-۲۰ | هوالاین                | ۲۳٫۷          | ۱۲۱٫۵         | ۱۰       | ۶٫۶    |      | ۴           |              |                             |             |
| ۱۹۵۷-۰۲-۲۴ | هوالاین                | ۲۳٫۸          | ۱۲۱٫۸         | ۳۰       | ۷٫۳    |      | ۱۱          |              | ۴۴                          |             |
| ۱۹۵۱-۱۱-۲۵ | هوالاین                | ۲۳٫۳          | ۱۲۱٫۳         |          | ۷٫۳    |      | ۱۷          |              |                             |             |
| ۱۹۵۱-۱۰-۲۲ | هوالاین                | ۲۳٫۹          | ۱۲۱٫۷         | ۴        | ۷٫۳    |      | ۶۸          |              |                             |             |
| ۱۹۴۶-۱۲-۰۵ | تاینان                 | ۲۳٫۱          | ۱۲۰٫۳         | ۵        | ۶٫۱    |      | ۷۴          |              | ۱٬۹۵۴                       |             |
| ۱۹۴۳-۱۲-۰۲ | تایتونگ                | ۲۲٫۵          | ۱۲۱٫۵         | ۴۰       | ۶٫۱    |      | ۳           |              | ۱۳۹                         |             |
| ۱۹۴۳-۱۰-۲۳ | هوالاین                | ۲۳٫۸          | ۱۲۱٫۵         | ۵        | ۶٫۲    |      | ۱           |              | ۱                           |             |
| ۱۹۴۱-۱۲-۱۷ | چییای                  | ۲۳٫۴          | ۱۲۰٫۵         | ۱۲       | ۷٫۱    |      | ۳۶۰         |              | ۴٬۵۲۰                       |             |
| ۱۹۳۵-۰۷-۱۷ | هسینچو، تیاچونگ        | ۲۴٫۶          | ۱۲۰٫۷         | ۳۰       | ۶٫۲    |      | ۴۴          |              | ۱٬۷۳۴                       |             |
| ۱۹۳۵-۰۴-۲۱ | میائولی، تیاچونگ       | ۲۴٫۴          | ۱۲۰٫۸         | ۵        | ۷٫۱    |      | ۳٬۲۷۶       |              | ۱۷٬۹۰۷                      |             |
| ۱۹۳۰-۱۲-۰۸ | تاینان                 | ۲۳٫۳          | ۱۲۰٫۴         | ۲۰       | ۶٫۱    |      | ۴           |              | ۴۹                          |             |
| ۱۹۲۷-۰۸-۲۵ | تاینان                 | ۲۳٫۳          | ۱۲۰٫۵         |          | ۶٫۸Muk |      | ۹–۳۰        | ۲۷–۱۰۰       | ۲۰۰–۲۱۴                     | (NGDC)      |
| ۱۹۲۲-۱۲-۰۲ | هوالاین                | ۲۴٫۶          | ۱۲۲٫۰         |          | ۶٫۰    |      | ۱           |              | ۱                           |             |
| ۱۹۲۲-۱۰-۱۵ | هوالاین                | ۲۴٫۶          | ۱۲۲٫۳         | ۲۰       | ۵٫۹    |      | ۶           |              |                             |             |
| ۱۹۲۲-۰۹-۲۲ | هوالاین                | ۲۴٫۵          | ۱۲۲           | ۲۰       | ۷٫۶    |      | ۵           |              | ۱۴                          |             |
| ۱۹۲۰-۰۶-۰۵ | هوالاین                | ۲۴٫۶          | ۱۲۱٫۹         | ۲۰       | ۸٫۳    |      | ۵           |              | ۲۷۳                         |             |
| ۱۹۱۷-۰۱-۰۷ | تایوان مرکزی           | ۲۳٫۹          | ۱۲۰٫۹         | کم عمق   | ۵٫۵    |      |             |              | ۱۸۷                         |             |
| ۱۹۱۷-۰۱-۰۵ | تایوان مرکزی           | ۲۴٫۰          | ۱۲۱٫۰         | کم عمق   | ۶٫۲    |      | ۵۴          |              | ۱۳۰                         |             |
| ۱۹۱۶-۱۱-۱۵ | تایوان مرکزی           | ۲۴٫۱          | ۱۲۰٫۹         | ۳        | ۶٫۲    |      | ۱           |              | ۹۷                          |             |
| ۱۹۱۶-۰۸-۲۸ | تایوان مرکزی           | ۲۴٫۰          | ۱۲۱٫۰         | ۴۵       | ۶٫۸    |      | ۱۶          |              | ۶۱۴                         |             |
| ۱۹۱۰-۰۴-۱۲ | کیلانگ                 | ۲۵٫۱          | ۱۲۲٫۹         | ۲۰۰      | ۸٫۳    |      |             |              | ۱۳                          |             |
| ۱۹۰۹-۰۴-۱۵ | تایپه                  | ۲۳٫۷          | ۱۲۱٫۵         | ۸۰       | ۷٫۳    |      | ۹           |              | ۱۲۲                         |             |
| ۱۹۰۸-۰۱-۱۱ | هوالاین                | ۲۳٫۷          | ۱۲۱٫۴         | ۱۰       | ۷٫۳    |      | ۲           |              | ۳                           |             |
| ۱۹۰۶-۰۴-۱۴ | تاینان                 | ۲۳٫۴          | ۱۲۰٫۴         | ۲۰       | ۶٫۶    |      | ۱۵          |              | ۱٬۷۹۴                       |             |
| ۱۹۰۶-۰۳-۱۷ | چییای                  | ۲۳٫۶          | ۱۲۰٫۵         | ۶        | ۶٫۸Ms  | IX   | ۱٬۲۵۸–۱٬۲۶۶ | ۲٬۳۸۵– ۲٬۴۷۶ | ۱۴٬۲۱۸–۳۰٬۰۲۱               |             |
| ۱۹۰۴-۱۱-۰۶ | چییای                  | ۲۳٫۶          | ۱۲۰٫۳         | ۷        | ۶٫۱    |      | ۱۴۵         |              | ۶۶۱                         |             |
| ۱۹۰۴-۰۴-۲۴ | چییای                  | ۲۳٫۵          | ۱۲۰٫۳         | –        | ۶٫۱    |      | ۳           |              | ۶۶                          |             |
| ۱۸۹۷-۰۳-۱۵ | یایلان، تایپه          | –             | –             | –        |        | –    | ۵۶          |              | ۵۰                          |             |
| ۱۸۸۲-۱۲-۰۹ | ایسلند-واید            | ۲۳٫۰          | ۱۲۱٫۴         | –        | ~۷٫۵   |      | ۱۰          |              | ۴۰                          |             |
| ۱۸۸۱-۰۲-۱۸ | تایپه، هسینچو، میائولی | ۲۴٫۶          | ۱۲۰٫۷         | –        | ~۶٫۲   |      | ۱۱          |              | ۲۱۰                         |             |
| ۱۸۶۷-۱۲-۱۸ | تایپه، کیلانگ، هسینچو  | ۲۵٫۳          | ۱۲۱٫۷         | –        | ~۷٫۰   |      | صدها        |              |                             |             |
| ۱۸۶۵-۱۱-۰۶ | تایپه، کیلانگ          | ۲۴٫۹          | ۱۲۱٫۶         | –        | ~۶٫۰   |      | زیاد        |              |                             |             |
| ۱۸۶۲-۰۶-۰۷ | تاینان، چییای، چنگوا   | ۲۳٫۲          | ۱۲۰٫۲         | –        | ~۷٫۰   |      | بالای ۵۰۰   |              | بالای ۵۰۰                   |             |
| ۱۸۴۸-۱۲-۰۳ | تاینان، چنگوا، چییای   | ۲۴٫۱          | ۱۲۰٫۵         | –        | ~۷٫۱   |      | ۱٬۰۳۰       |              | ۱۳٬۹۹۳                      |             |
| ۱۸۴۵-۰۳-۰۴ | چییای، چنگوا، تیاچونگ  | ۲۴٫۱          | ۱۲۰٫۷         | –        | ~۶٫۰   |      | ۳۸۱         |              | ۴۲۲۰                        |             |
| ۱۸۱۵-۱۰-۱۳ | از شمال به چییای       | ۲۴٫۰          | ۱۲۱٫۷         | –        | ~۷٫۷   |      | ۱۱۳         |              | ۲۴۳                         |             |
| ۱۸۱۱-۰۳-۱۷ | از شمال به چییای       | ۲۳٫۸          | ۱۲۱٫۸         | –        | ~۷٫۵   |      | ۲۱          |              | ۴۱                          |             |
| ۱۷۹۲-۰۸-۰۹ | چیایای، چنگوا، یونلین  | ۲۳٫۶          | ۱۲۰٫۵         | –        | ~۷٫۱   |      | ۶۱۷         |              | ۲۴٬۶۲۱                      |             |
| ۱۷۳۶-۰۱-۳۰ | تاینان                 | ۲۳٫۱          | ۱۲۰٫۵         | –        | ~۶٫۵   |      | ۳۷۲         |              | ۶۹۸                         |             |